# Ramiro Arias
Ramiro Arias (Trelew, 6 gennaio 1993) è un calciatore argentino, difensore svincolato.

## Caratteristiche tecniche
È un terzino sinistro.

## Palmarès

### Club

#### Competizioni nazionali
- Campionato argentino: 1

San Lorenzo: 2013 Inicial

#### Competizioni internazionali
- Coppa Libertadores: 1

San Lorenzo: 2014